# Die Geier warten schon
Die Geier warten schon (Originaltitel: Showdown) ist ein US-amerikanischer Western von George Seaton für die Produktionsgesellschaft Universal Pictures aus dem Jahr 1973 mit Rock Hudson und Dean Martin in den Hauptrollen. Der Film basiert auf einer Geschichte von Hank Fine.

## Handlung
Billy Massey und Chuck Jarvis sind seit ihrer Jugend gut befreundet, haben sich jedoch vor zwei Jahren zuletzt gesehen, als Billy die Farm verlassen hat, die Chuck zusammen mit seiner Frau Kate in der Nähe des Städtchens Cumbres betreibt.
Der Film beginnt, als vier Banditen einen raffinierten Überfall auf einen Zug nach Cumbres machen. Billy spielt dabei einen Sheriff, der einen der Banditen im Zug in Handschellen dabei hat. Der Überfall gelingt, ohne das jemand verletzt wird und die Banditen können mit reichlich Beute entkommen, jedoch haben mehrere Passagiere Billy erkannt. Chuck, der inzwischen Sheriff in Cumbres geworden ist, nimmt nur mit indianischen Fährtenlesern die Verfolgung der Banditen auf.
Als die Banditen die Beute teilen, soll Billy nur mit einem kleinen Teil bedacht werden. Es kommt zum Streit, wobei Billy einen der Kumpane erschießt und mit der ganzen Beute flieht. Nun wird er auch noch von den zwei übrig gebliebenen Zugräubern verfolgt, die er jedoch mit einer falschen Spur Richtung Mexiko erst einmal loswird. Da er glaubt, auch den Sheriff mit einem vorgetäuschten Absturz in eine Schlucht für zwei Tage aufzuhalten, wendet er sich zur Farm seines Freundes Chuck, wo er sich erst einmal sicher glaubt. Von dessen Frau Kate erfährt er jedoch, dass Chuck der Sheriff ist, der ihn verfolgt. Chuck trifft auch schon wenig später ein und als die beiden sich mit gezogenen Revolvern gegenüber stehen, geht Kate dazwischen und bringt Billy dazu aufzugeben. Zusammen ersinnen sie eine vermeintlich glaubhafte Geschichte, die Billy mildernde Umstände bei einer Verurteilung verschaffen soll.
Als Billy in Haft sitzt und auf seinen Prozess wartet, fährt Chuck mit seiner Frau zur Erholung nach Santa Fe. Während seiner Abwesenheit ändert sich die Lage, da der Staatsanwalt nun Billy am Galgen hängen sehen will und das Billy auch sagt. Daraufhin befreit Billy sich und flüchtet abermals mit der Beute des Überfalls. Wieder setzt sich Sheriff Jarvis, diesmal allein, auf seine Fährte. Aber auch eine Gruppe Männer, die der Staatsanwalt angeheuert hat, versucht Billy zu fangen. Darunter sind auch seine beiden ehemaligen Kumpane, die immer noch die Beute aus dem Zugüberfall haben wollen.
Nachdem Billy sein Pferd verloren hat, wird er vom Sheriff Jarvis gestellt. Zusammen wehren sie einen Angriff der Verfolger ab, bei dem diese getötet werden. Aber auch Billy hat es tödlich erwischt. Sheriff Chuck Jarvis bestattet ihn daraufhin im Fluss.

## Kritiken
„Zwei Freunde treffen sich nach Jahren, auf verschiedenen Seiten des Rechts stehend, wieder, wehren sich am Ende jedoch gemeinsam gegen skrupellose Banditen. Hollywood-Western mit gemächlichem Tempo, psychologisch nicht überzeugend und in der Konfliktlösung unglaubwürdig.“

„Ein Film von einer abstrakten, geradezu existentialistischen Schönheit.“

## Produktionsnotizen
Die Szenenbilder stammen von Henry Bumstead und Alexander Golitzen, die Kostüme lieferte Edith Head. Drehorte des Films lagen in Abiquiú, New Mexico in den USA.
Während der Produktion gab es Spannungen zwischen Dean Martin und Rock Hudson. Die Dreharbeiten mussten mehrfach unterbrochen werden. Anfang Mai 1973 reist Martin ohne Angaben von Gründen vom Set ab und nahm die Arbeit erst wieder auf, nachdem ihn MCA, die Muttergesellschaft von Universal, auf Schadensersatz in Höhe von 6 Mio US-$ verklagt hatte. Im weiteren Verlauf zog sich Hudson bei einem Unfall einen Rippenbruch zu, der einen acht Wochen dauernden Krankenhausaufenthalt notwendig machte.